# Lluís III de Hessen-Darmstadt
Lluís III de Hessen-Darmstadt (alemany: Ludwig III von Hessen)  (Darmstadt, 9 de juny de 1806 - Seeheim-Jugenheim, 13 de juny de 1877) va ser Gran duc de Hessen-Darmstadt des de 1848 i fins a la seva mort el 1877.

## Biografia
Nascut a la ciutat de Darmstadt, capital de Hessen-Darmstadt, el dia 9 de juny de 1806, essent fill del gran duc Lluís II de Hessen-Darmstadt i de la princesa Guillemina de Baden. Lluís era net per via paterna del gran duc Lluís I de Hessen-Darmstadt i de la landgravina Lluïsa de Hessen-Darmstadt; mentre que per via materna era net del príncep hereu Carles Lluís de Baden i de la landgravina Amàlia de Hessen-Darmstadt.
El dia 26 de desembre de 1833 contragué matrimoni a Múnic amb la princesa Matilde de Baviera, filla del rei Lluís I de Baviera i de la princesa Teresa de Saxònia-Hildburghausen. La parella no tingué descendència.

## Política
Considerat que tenia una ment més oberta que el seu pare, Ludwig era un portador d'esperança per al liberalisme durant la Revolució de març de 1848. Va ser nomenat corregent a Hesse-Darmstadt el 5 de març de 1848, després que el seu pare hagués abdicat de facto. Després de la mort del seu pare poc temps després, va destituir Karl du Thil, va nomenar Heinrich von Gagern com a primer ministre i va confirmar les "exigències de març". Va deixar el govern en gran part als seus ministres. Era conservador en les seves opinions, però prou realista com per realitzar els seus somnis d'absolutisme principalment en estudis històrics i la cura dels béns culturals tradicionals. Estrictament preocupat per la sobirania del seu país, generalment es va inclinar més cap a l'Imperi d'Àustria que no pas cap al Regne de Prússia. A partir de 1850, la Política federal de Hesse-Darmstadt es va alinear en conseqüència sota el reaccionari Primer Ministre Reinhard Carl Friedrich von Dalwigk. Això va portar a la participació a la Guerra Civil Alemanya de 1866 al costat de la Confederació Alemanya i a la derrota. Lluís III va fugir a Worms i/o Munich, quan les tropes prussianes es van traslladar a la ciutat residencial de Darmstadt. La separació de l'Alta Hesse de Prússia només va impedir la intervenció del tsar Alexandre II, cunyat del Gran Duc, que es diu que va amenaçar d'envair Prússia Oriental. Tanmateix, el Gran Ducat va haver d'unir-se a la Confederació d'Alemanya del Nord amb la Província de l'Alta Hesse, cosa que va fer, completament en contra de les intencions de Lluís III. – vinculat a Prússia de manera significativa. El Hesse-Homburg, que només havia caigut a la línia principal uns mesos abans, el hinterland de Hessian, Rödelheim i Königsberg (Biebertal) van ser donats a Prússia cedides (→ Tractat de pau del 3 de setembre de 1866). A canvi, el Gran Ducat va rebre l'Amt Dorheim amb (Bad) Nauheim i Rumpenheim, que havien pertangut a l'Electorat de Hesse, que també va ser derrotat i annexat per Prússia.
No va participar en la Proclamació de l'emperador a Versalles el 18 de gener de 1871. A instigació de Bismarck que va tenir al gran duc Dalwigk va ser finalment alliberat el 1871 després que els prussians arribessin a les seves mans durant l'ocupació de França a la Guerra Prussiana-Francesa que va demostrar que Dalwigk estava amb Napoleó III conspiració contra Prússia.
El gran duc Lluís II de Hessen-Darmstadt morí a Darmstadt el 16 de juny de 1848. Arran d'aquesta mort, Lluís accedí al tron gran ducal amb el nom de Lluís III. Des de 1848 i fins a 1877, gairebé trenta anys, fou el sobira de Hessen-Darmstadt.
Al llarg d'aquests anys es produí el procés d'unificació d'Alemanya. Hessen-Darmstadt es posicionà al costat d'Àustria en la guerra de 1866, després de la derrota de les tropes imperials a Sadova el 1866, Hessen-Darmstadt fou ocupat militarment, el gran ducat hagué de fer front a una important compensació de guerra .Durant la Guerra Austro-Prussiana de 1866, Lluís va enviar missatges més d'una vegada a la Reina Victòria, sogra del seu nebot i successor Louis , apel·lant-la a raonar en nom seu amb el Rei de Prússia, "en el mateix sentit que ja havia escrit abans, però seria totalment inútil.
A la mort del gran duc Lluís III, el gran tron ducal passà al seu nebot, el gran duc Lluís IV de Hessen-Darmstadt, fill del príncep Carles Guillem de Hessen-Darmstadt i de la princesa Elisabet de Prússia. Lluís IV estava casat amb la princesa Alícia del Regne Unit, filla de la reina Victòria I del Regne Unit.
El dia 9 de juny de 1868 contragué matrimoni morganàtic amb Magdalene Appel creada baronessa de Hochstädten. Lluís III morí a Seeheim el dia 13 de juny de 1877, a l'edat de 71 anys.